# Przestrzeń przednagłośniowa

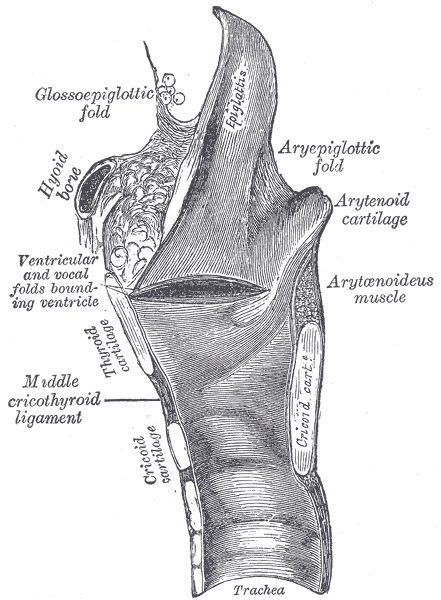
Krtań (przecięta) w płaszczyźnie strzałkowej. Przestrzeń przednagłośniowa (niezaznaczona) widoczna jest pomiędzy nagłośnią (Epiglottis), a kością gnykową (Hyoid bone), ku dołowi.

Przestrzeń przednagłośniowa, przestrzeń Boyeta – w anatomii człowieka przestrzeń w okolicy krtani, ważna ze względu na znaczenie rokownicze w przypadku szerzenia się raka krtani, raka gardła dolnego czy raka nasady języka. Ma ona kształt trójkątny lub lejkowaty.
Z przodu ograniczona jest przez błonę tarczowo-gnykową i chrząstkę tarczowatą, z tyłu przez nagłośnię i błonę czworokatną, od góry przez więzadło gnykowo-nagłośniowe, a od dołu przez więzadło tarczowo-nagłośniowe. Zwykle połączona jest z leżącą bocznie od niej przestrzenią okołogłośniową.
Przestrzeń przednagłośniowa wypełniona jest luźną tkanką tłuszczową. Jest ona niema klinicznie. Nowotwór złośliwy penetrujący tę okolicę (najczęściej przez ciągłość) bywa w niej znajdowany po usunięciu operacyjnym krtani. Zajęcie tej okolicy jest wskazaniem do radioterapii pooperacyjnej.